# Lumbo
Lumbo es un pequeño centro pesquero de Mozambique, en la provincia de Nampula junto al canal de Mozambique (15°00′S 40°33′E / -15.000, 40.550). 

## Datos generales
Se encuentra en una bahía amplia pero recogida en la parte más estrecha del Canal de Mozambique. Su economía se basa en la pesca, así como en la exportación de anacardos y madera, así como del turismo, gracias en parte a la declaración de la Unesco como Patrimonio de la Humanidad a la Isla de Mozambique, que se encuentra frente al puerto de Lumbo y desde el cual parte el puente que une la isla a tierra. Lumbo podría ser considerada por tanto la parte continental de la histórica colonia portuguesa.

## Comunicaciones y turismo
La ciudad tiene una estación de tren por la que no transita ningún ferrocarril desde la última Guerra Civil de Mozambique. También dispone de un pequeño aeropuerto para pequeños aviones y aeroplanos, que tampoco registra tráfico habitual.
Existen sin embargo varios hoteles de gran categoría repartidos por la ciudad.
- Datos: Q488030